# Mona Lisa (Film)
Mona Lisa ist ein britischer Spielfilm der Gattung Thriller aus dem Jahr 1986. Der Regisseur war Neil Jordan, das Drehbuch schrieben Neil Jordan und David Leland. Die Hauptrollen spielen Bob Hoskins und Cathy Tyson.

## Handlung
Der ehemalige Häftling George wird von seinem früheren Chef, dem Gangster Mortwell, als Fahrer eingestellt. Er bringt Simone, ein Callgirl, zu ihren Einsatzorten rund um London und fungiert auch als Simones Bodyguard. Dabei kommen sie sich zunehmend näher.
George erfüllt die Bitte von Simone, ihre frühere Bekannte Cathy zu suchen, die als Prostituierte arbeitet. Nachdem er sie im Rotlichtmilieu ausfindig gemacht und befreit hat, stellt sich heraus, dass Cathy die lesbische Geliebte von Simone ist und sie zuerst einen Drogenentzug durchmachen muss. George bringt es übers Herz, Simone seine Liebe zu gestehen. Der Zuhälter Anderson unterbricht die beiden im ungünstigsten Moment, und es kommt zu einer Verfolgungsjagd. Anderson und Mortwell werden von Simone erschossen; George und Simone gehen getrennte Wege, und George kehrt zu seinem früheren Leben und vor allem zu seiner Tochter zurück.

## Kritiken
Die Kritiker sind der Meinung, dass der Film die menschliche Einsamkeit thematisiert. Die Bilder wurden als faszinierend und sorgfältig komponiert bezeichnet. Das Spiel von Bob Hoskins wurde unter anderem grandios genannt.
- Kay Weniger: Das große Personenlexikon des Films. Band 4, Berlin 2001, S. 252: „Mona Lisa“ erzählte von der langsam reifenden Liebe eines gedrungenen, bulligen und mit der Ausdauer und Zähigkeit eines Foxterriers ausgestatteten Chauffeurs zu seiner Chefin, einer farbigen Edelprostituierten, durch die er in Konflikt mit der Unterwelt gerät. Auch diesmal bewies Jordan sehr viel Gespür für Atmosphäre, seine (von Roger Pratt aufgenommenen) Bilder arbeiteten sorgfältig die Stimmungen des Paares zwischen atemloser Euphorie und finaler Chancenlosigkeit heraus.
- Lexikon des internationalen Films: „Kunstvoll arrangierte, in verführerisch schöne Bilder getauchte Mischung aus Liebesgeschichte und Thriller, die als kino-‚wirkliche‘ Umschreibung von Stimmungen und Empfindungen schlüssig ist, aber in den konkreten Verweisen auf die Realität verklärende, überästhetisierende Momente aufweist.“ [2][3]
- Prisma: „[…] ein exzellent fotografierter und eindringlich gespielter melodramatischer Krimi.“ [4]
- Pauline Kael: „Der Film ist grell auf eine schöne Weise. […] ein melodramatisches Impasto mit expressiven Zügen […] Jordan zeigt ein Talent, die Gefühlslage visuell zu machen und vice versa“ [5]
- Time Out Film Guide: „[…] eine der bewegendsten Liebesgeschichten des neueren Kinos […] Eine Glanzleistung, ein dunkler Film, dessen gutmütiges Herz Hoskins ist mit einer außergewöhnlich ergreifenden Darstellung.“ [6]
- Edinburgh University Film Society: „Ein ganz wunderbarer Film“ [7]

## Auszeichnungen
Bob Hoskins wurde 1987 für den Oscar als Bester Hauptdarsteller nominiert. Er gewann den Darstellerpreis der Filmfestspiele von Cannes 1986, den BAFTA Award, den Golden Globe Award, den London Critics Circle Film Award, den New York Film Critics Circle Award, den Boston Society of Film Critics Award, den Los Angeles Film Critics Association Award, den Kansas City Film Critics Circle Award, den National Society of Film Critics Awards und den Hauptpreis der Semana Internacional de Cine de Valladolid.
Der Film erhielt drei Nominierungen für den Golden Globe Award: Als Bester Film – Drama, für Cathy Tyson als Beste Nebendarstellerin sowie für Neil Jordan und David Leland für das Beste Drehbuch.
Der Film erhielt fünf Nominierungen für den BAFTA Award, darunter für Cathy Tyson, für Neil Jordan als Besten Regisseur, für Neil Jordan und David Leland für das Beste Drehbuch und als Bester Film.
Der Song In Too Deep von dem Genesis-Album Invisible Touch bekam den BMI Film & TV Award. Der Film wurde für den Independent Spirit Award nominiert.
Das British Film Institute wählte Mona Lisa im Jahr 1999 auf Platz 67 der besten britischen Filme des 20. Jahrhunderts.

## Sonstiges
Der Film wurde von HandMade Films produziert. Mona Lisa ist in der Criterion Collection enthalten (#107).
Am 13. Juli 2008 stand der Film bei Rotten Tomatoes bei genau 100 Prozent mit 16 ausgewerteten Kritiken, und im Jahre 2021 waren von 36 Kritiken 35 positiv. 3454 Zuschauer stimmten in der IMDb mit durchschnittlich 7,3 von 10 Punkten.
Tag der Erstaufführung in der Bundesrepublik war der 11. Dezember 1986, in der DDR der 29. Juli 1988; im Juli 1987 wurde der Film auf Video veröffentlicht, im Fernsehen lief er erstmals am 10. Dezember 1988 in der ARD. 
Titelmelodie des Films ist das Lied Mona Lisa, gesungen von Nat King Cole.